# Тама (Свентокшиське воєводство)
Тама (пол. Tama) — село в Польщі, у гміні Руда-Маленецька Конецького повіту Свентокшиського воєводства.
Населення — 19 осіб (2011).
У 1975-1998 роках село належало до Келецького воєводства.

## Демографія
Демографічна структура на день 31 березня 2011 року:
|          | Загалом | Допрацездатний вік | Працездатний вік | Постпрацездатний вік |
| -------- | ------- | ------------------ | ---------------- | -------------------- |
| Чоловіки | 7       | 1                  | 3                | 3                    |
| Жінки    | 12      | 1                  | 2                | 9                    |
| Разом    | 19      | 2                  | 5                | 12                   |